# Happy (album Alexia)
Happy è il terzo album in studio della cantante Alexia, pubblicato nel 1999.

## Descrizione
L'album contiene 12 tracce tra cui i successi estivi Happy e Goodbye.
Il primo singolo promozionale ovvero Goodbye a pochi giorni dall'uscita entra al 1º posto della classifica pop della rivista inglese Music Week (secondo il "Corriere della Sera" è la prima volta che una cantante italiana entra ai primi posti nelle classifiche inglesi), in seguito viene scelto come sigla del Festivalbar 1999.Il secondo singolo Happy è il brano più gettonato dell'anno; in seguito è stato scelto come musica per un famoso spot della TIM, ed in seguito inserito nel film Notte prima degli esami - Oggi, ma anche su Canale 5 come stacchetto delle veline di Striscia la notizia.
In questo album, oltre a Roberto Zanetti, compare per la prima volta come autore Franco Fasano.
In alcune canzoni, fra cui la già citata Happy partecipa come cantante del coro Valeria Bruzzone, ma anche Moreno Ferrara e Silvio Pozzoli.

## Tracce
Testi di Alessia Aquilani, musiche di Roberto Zanetti.
1. Happy
2. Change Your Life
3. Goodbye
4. Baby Baby Baby
5. Ti amo (feat D.D Klein)
6. Giddy Up
7. I Want You
8. Save a Prayer
9. Shake You Up
10. Close to You
11. The Rain
12. Let the Music Play

## Formazione
- Alexia - voce
- Robyx - tastiera
- Massimo Trigone - basso
- Andrea Maddalone - chitarra, cori
- Roberto Maragliano - batteria
- Marco Canepa - tastiera
- Francesco Alberti - programmazione
- Valeria Bruzzone, Lalla Francia, Lola Feghaly, Paola Folli, Vittorio De Scalzi, Matteo Merli, D. D. Klein, Viviana Zanetti - cori

## Remix happy
Della canzone sono stati fatti oltre 10 remix tra cui:
- Happy (Original Radio Version)
- Happy (2K Noki Short Edit)
- Happy (12" Almighty Mix)
- Happy (Pierre J's Remix)
- Happy (2K Noki Mix)
- Happy (Pierre J's Dubaholic Mix)

## Remix Goodbye
Della canzone sono stati fatti oltre 20 remix tra cui:
- Goodbye (Original Radio Edit)
- Goodbye (M.A.S. Collective Radio Mix)
- Goodbye (Roy Malone Radio Mix)
- Goodbye (Original Extended Mix)
- Goodbye (T&F Crushed Mendoza Club Remix)
- Goodbye (Fat Lady Bump Mix)

## Classifiche
| Classifica (1999) | Posizione massima |
| ----------------- | ----------------- |
| Italia            | 41                |